# Bodil Schmidt-Nielsen
Bodil Schmidt-Nielsen (3 novembre 1918 - 27 avril 2015) est une physiologiste américaine d'origine danoise. En 1975, elle est devenue la première femme présidente de la prestigieuse Société américaine de physiologie.
Bodil Schmidt-Nielsen est née à Copenhague en 1918, la plus jeune des quatre enfants d'August et Marie Krogh, tous deux éminents physiologistes.
Diplômée de l'Université de Copenhague avec un doctorat en odontologie, elle épouse en 1939 Knut Schmidt-Nielsen, un physiologiste d'origine norvégienne. Knut et Bodil Schmidt-Nielsen deviennent partenaires de premier plan à l'université Duke, en Caroline du Nord, mais divorcent en 1966. Bodil Schimidt-Nielsen devient directrice de l'Université Case Western Reserve et se consacre ensuite entièrement à la recherche au MDI Biological Laboratory dans le Maine .
Elle décède en avril 2015 à l'âge de 96 ans.
La Société américaine de physiologie  décerne un prix à la mémoire de Bodil Schmidt-Nielsen, en reconnaissance de sa grande contribution à la physiologie. Il est décerné à un membre de la société qui a apporté des contributions exceptionnelles aux sciences physiologiques et a fait preuve d'engagement et de persévérance dans la formation de jeunes physiologistes au plus haut niveau professionnel.